# Konstantin Juon

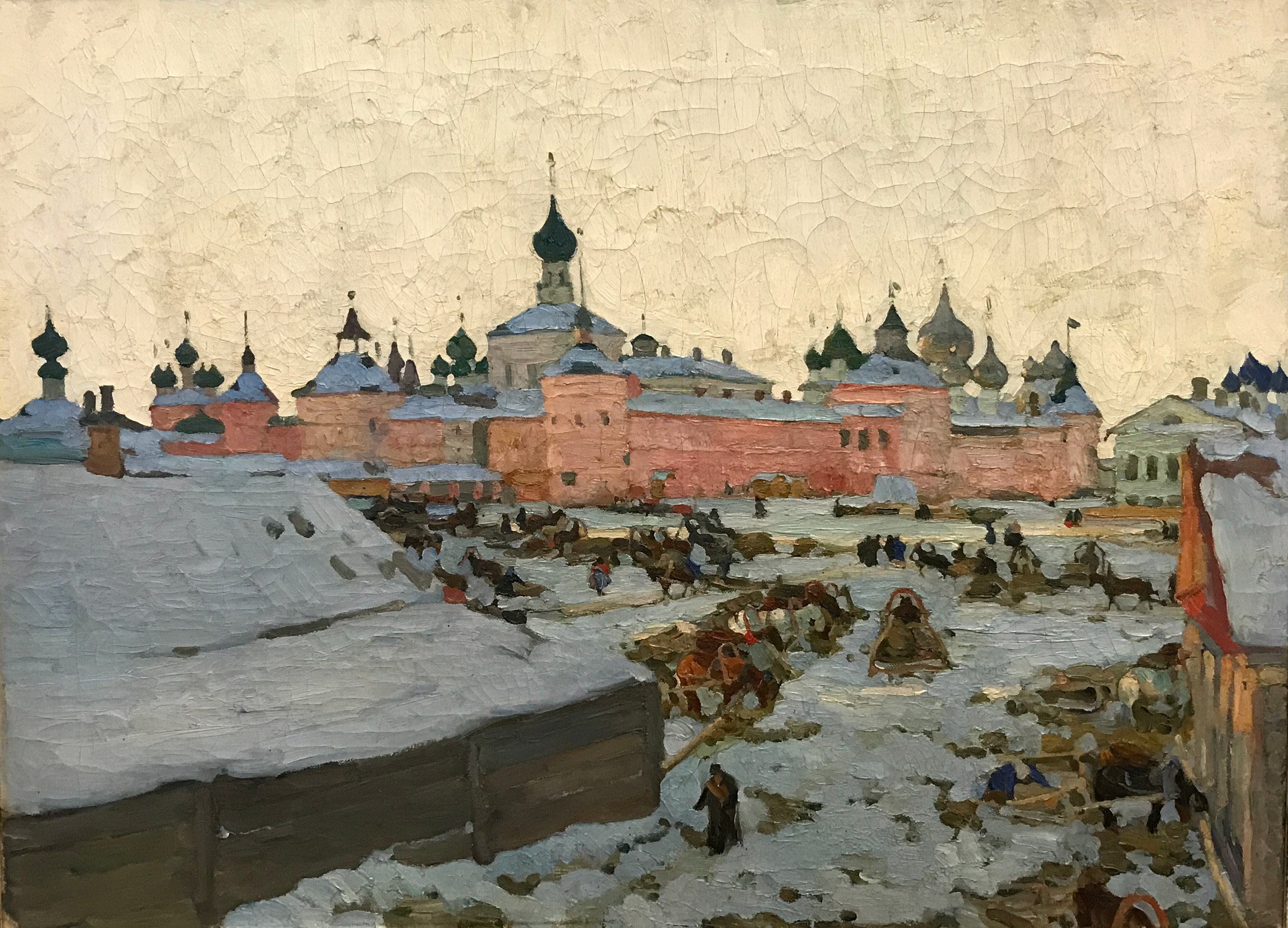
Konstantin Juon: Zima w Rostowie

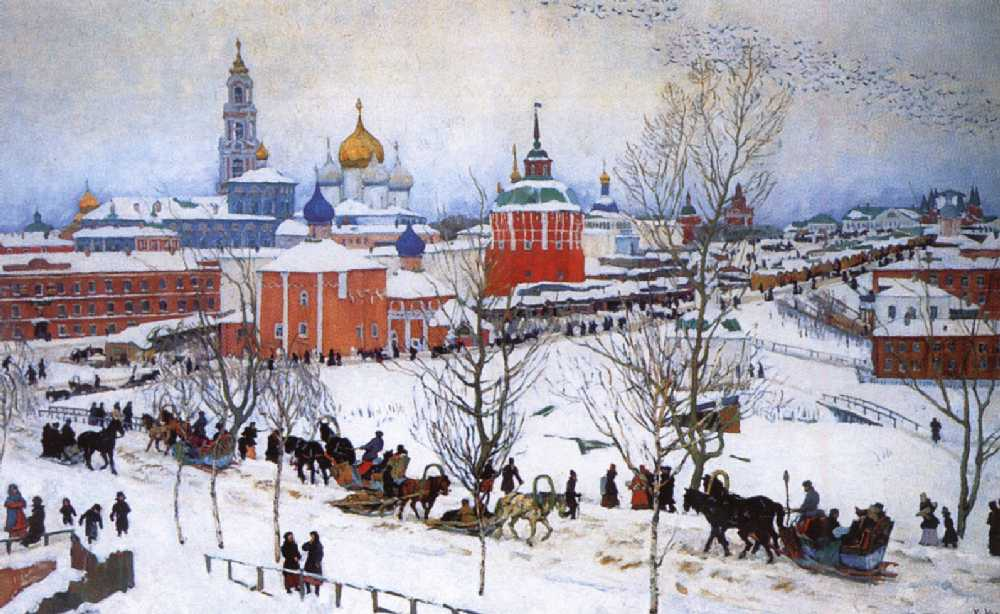
Konstantin Juon: Ławra Troicko-Siergijewska

Konstantin Fiodorowicz Juon (ros. Константи́н Фёдорович Юо́н, ur. 12 października?/24 października 1875 w Moskwie, zm. 1 kwietnia 1958 tamże) – rosyjski i radziecki malarz, teoretyk sztuki, członek rzeczywisty Akademii Sztuki ZSRR, Ludowy Artysta ZSRR. Brat muzyka Pawła Juona.
Urodził się w Moskwie w rodzinie szwajcarsko-niemieckiej. Jego ojciec był urzędnikiem, potem dyrektorem firmy ubezpieczeniowej, matka zajmowała się po amatorsku muzyką.
Konstantin Juon uczył się w latach 1892–1898 w Moskiewskiej Szkole Malarstwa, Rzeźby i Budownictwa u Кonstantina Sawickiego, Abrama Archipowa i Nikołaja Kasatkina.
Po ukończeniu szkoły w ciągu dwóch lat kształcił się w pracowni Walentina Sierowa, następnie założył własne studio, w którym wykładał w latach 1900–1917 wraz z I. Dudinem. Do grona ich uczniów należeli m.in. Aleksander Kuprin, Władimir Faworski, Wiera Muchina i bracia Wiesninowie. Juon był jednym z członków stowarzyszenia Świat Sztuki. Od roku 1907 zajmował się również scenografią teatralną.
W roku 1925 został członkiem Stowarzyszenia Artystów Rewolucyjnej Rosji (AChRR). W latach 1948–1950 pełnił funkcję dyrektora Instytutu Naukowo-Badawczego Teorii i Historii Sztuk Plastycznych Akademii Sztuki ZSRR. W latach 1952–1955 był profesorem Moskiewskiego Instytutu Artystycznego im. Wasilija Surikowa. Zmarł w 1958 roku w Moskwie i został pochowany na tamtejszym Cmentarzu Nowodziewiczym.

## Odznaczenia i nagrody
- Order Lenina (1945)
- Order Czerwonego Sztandaru Pracy (dwukrotnie, 1943 i 1955)
- Nagroda Stalinowska I stopnia (1943)[1]